# Xã Pembrook, Quận Edmunds, Nam Dakota
Xã Pembrook (tiếng Anh: Pembrook Township) là một xã thuộc quận Edmunds, tiểu bang Nam Dakota, Hoa Kỳ. Năm 2010, dân số của xã này là 34 người.